# Interim di Lipsia
L'Interim di Lipsia (o Leipzig Interim) era un accordo temporaneo del 1548 in materia di religione, stipulato dall'Imperatore Carlo V con i protestanti, formalizzato da un decreto imperiale. La locuzione deriva dal carattere provvisorio (in latino interim vuol dire frattanto).
Il precedente Interim di Augusta del 1548 ha incontrato una forte opposizione. Al fine di renderlo meno sgradevole, una modifica è stata introdotta da Filippo Melantone e altri teologi protestanti, commissionata dal principe elettore Maurizio I di Sassonia. In una riunione svoltasi presso Alt Zella nel novembre 1548, hanno spiegato dal punto di vista protestante quello che consideravano i punti essenziali della dottrina, ad esempio, la giustificazione e altri. Hanno accettato i punti non-essenziali o adiaphora, come la confermazione, la Messa, l'uso di candele, paramenti, feste religiose, ecc.
Il documento redatto poi divenne noto come l'Interim di Zella, o il piccolo interim. Nella Dieta tenutasi a Lipsia nel dicembre 1548, è stato adottato dalle città stato dell'Elettorato di Sassonia, ed è stato poi chiamato Interim di Lipsia, o il Grande Interim.